# Figa

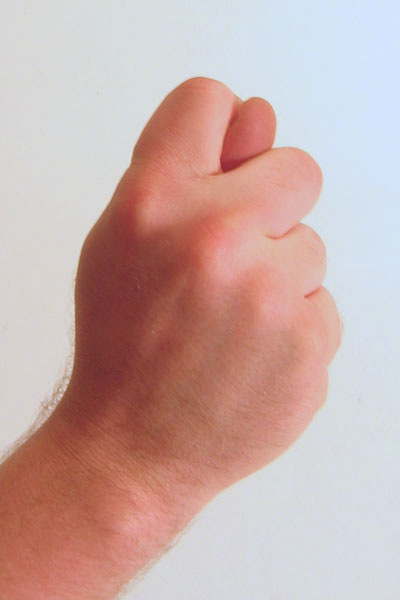
Mano Fico

A figa é um gesto manual (ou amuleto) utilizado para atrair boa sorte no Brasil e em Portugal, mas presente em outras culturas, onde assume outros significados (alguns ofensivos). Faz-se a figa pela inclusão do polegar entre o dedo indicador e o médio com o punho fechado. Como amuleto, comumente feito de madeira, pedra ou metal, é difundido por todo o Brasil, onde é associado, nas religiões afro-brasileiras, à fertilidade e ao culto do orixá Exú.
Na Europa, a simbologia da figa remonta ao povo etrusco, na Era Romana, quando o gesto era chamado de "Mano Fico". O termo Mano significa "mão" e Fico (ou Figa) era a representação de genitais femininos, principalmente o clitóris, sendo associado a fertilidade e erotismo. 

###### Simbologia em diferentes países
- Na Itália este sinal, conhecido como "fica" ou "far le fiche", pela semelhança com o clitóris, foi um gesto comum e muito grosseiro em séculos passados, semelhante ao dedo médio. O gesto também é mencionado por Dante no vigésimo quinto canto do Inferno da Divina Comédia nos versos 1-16, onde a alma de Vanni Fucci realiza este gesto como um ato de blasfêmia contra Deus.[2]

- Na Turquia este sinal, conhecido como "nah", é um gesto muito conhecido e altamente ofensivo.[1]

- Na Rússia este sinal, conhecido como "фиг тебе"(pronuncia-se "fik tibie") ou "фиг [тебе] с маслом" (pronuncia-se "fik [tibie] s maslam"),  é um gesto bastante ofensivo e usado para negar alguma coisa a alguém, para rir-se de alguém que não conseguiu o que queria ou para mostrar para alguém que não conseguirá nada.

- Em países de língua inglesa, como nos Estados Unidos, e outros, como Portugal, é uma brincadeira infantil em que se simula arrancar o nariz de uma criança de seu rosto.[3]

Nestes países é usado também como amuleto contra olho gordo na crença de que o obsceno distraia o mal.

### Galeria fotográfica

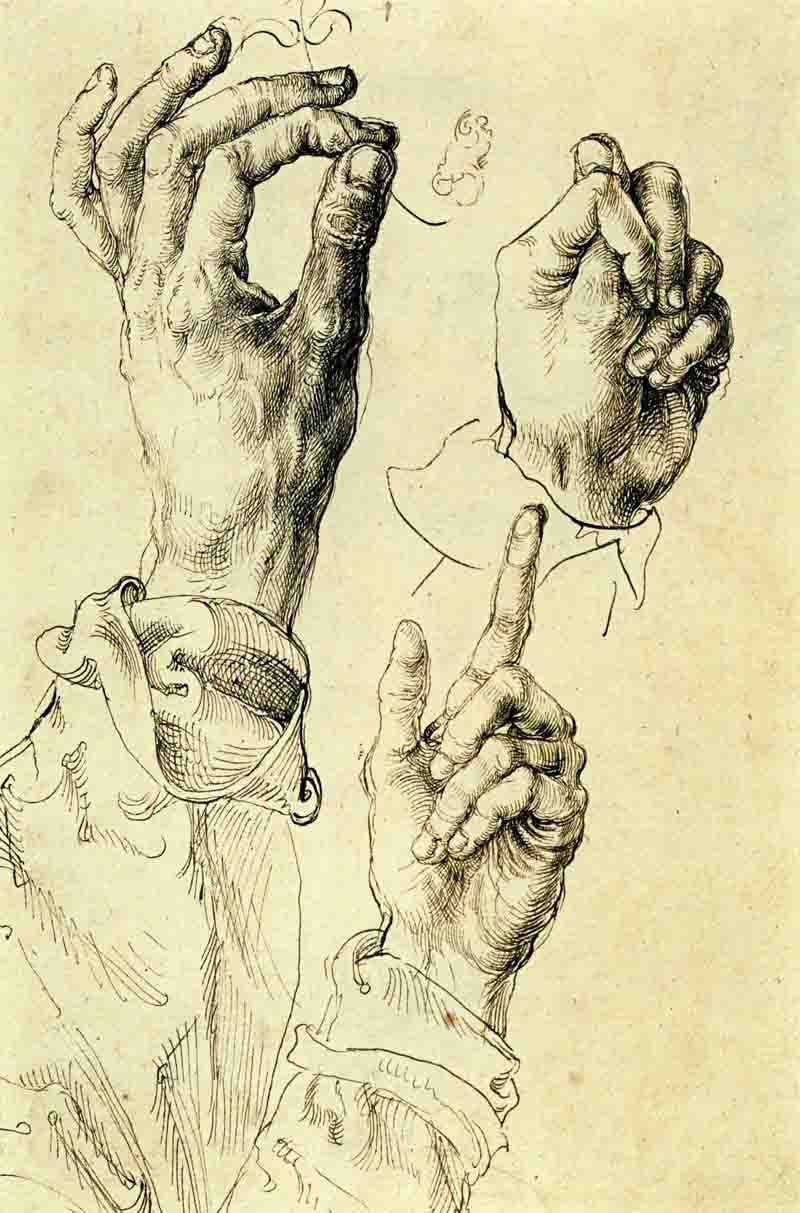
Albrecht Dürer : Studienblatt mit Händen, ca. 1494.
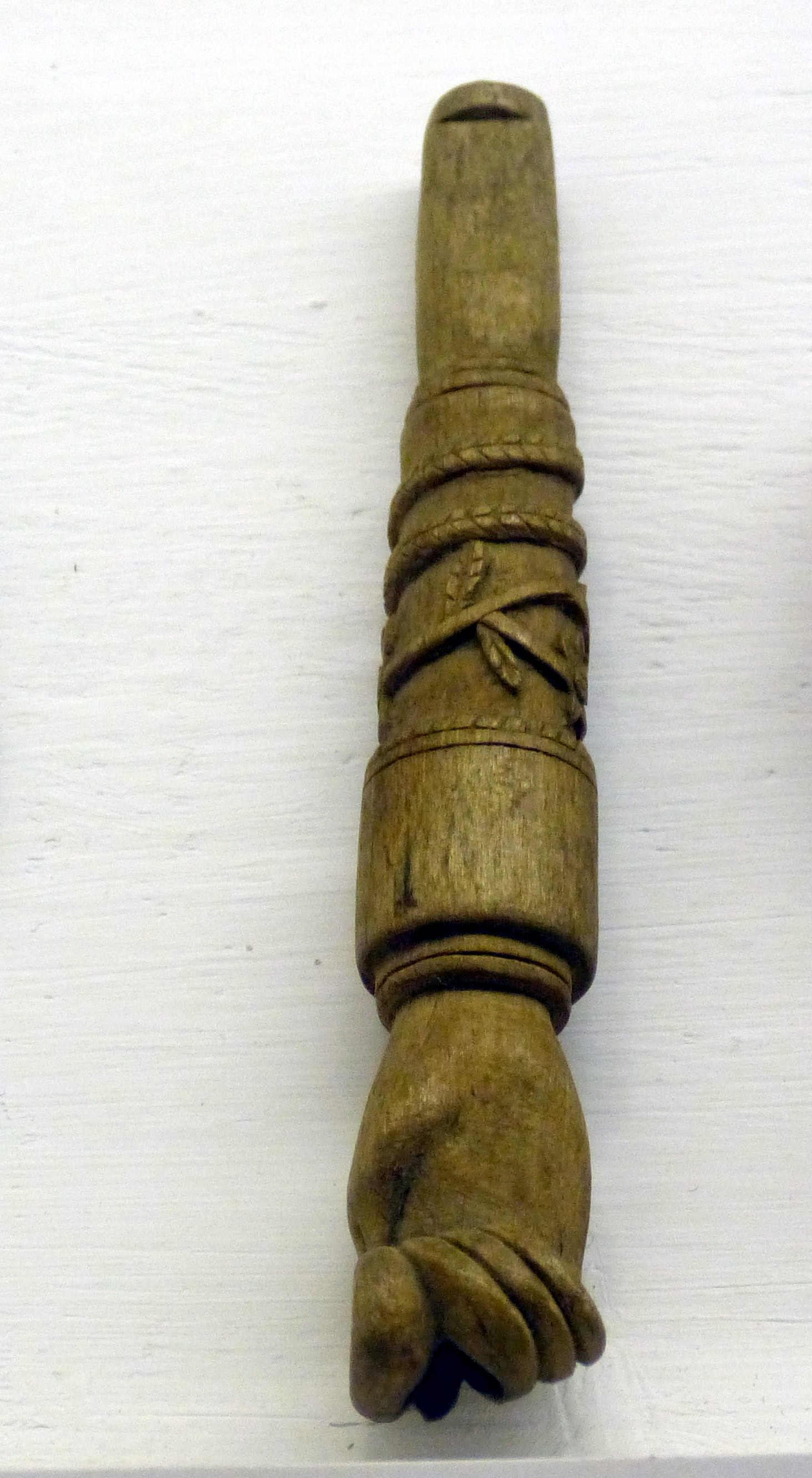
Patuá, Mühlviertler Schlossmuseum, Freistadt
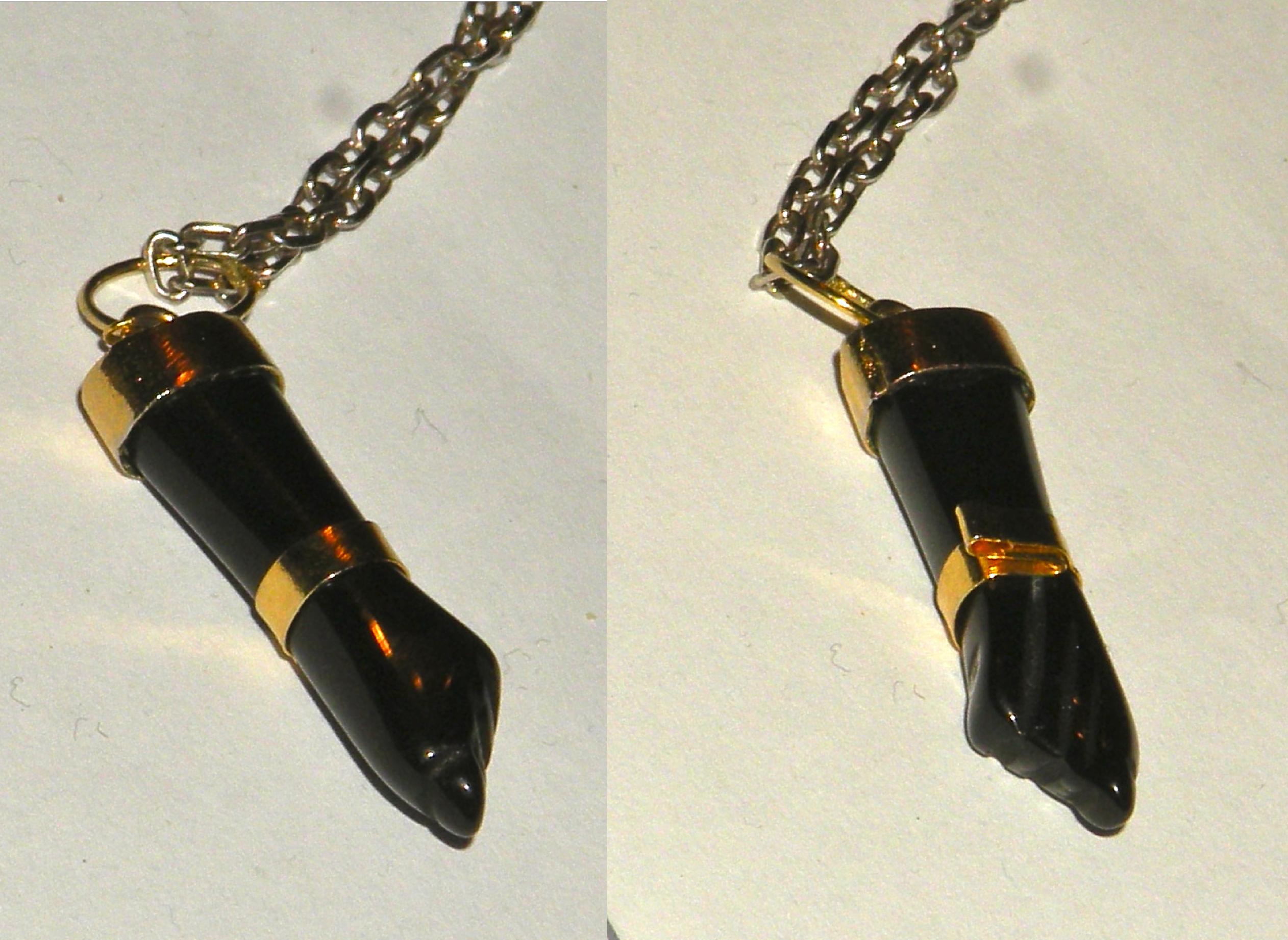
Pendente